# Искусственный спутник
Искусственный спутник — космический аппарат или любой иной искусственный объект, движущийся по орбите вокруг какого-либо небесного тела. Спутники бывают военные, исследовательские, метеорологические, геолокационные, спутники связи, широковещательные, навигационные. Движение искусственного спутника вокруг небесного тела подчиняется законам Кеплера; задавая определённые скорость и направление движения, можно добиться требуемых наклонения и высоты орбиты.
Идея искусственного спутника была высказана уже в труде Ньютона «Математические начала натуральной философии» (1687). По теории Ньютона, пушечное ядро, выпущенное с горной вершины с достаточной скоростью в сторону горизонта, должно описать полный оборот вокруг Земли, прежде чем упадёт. Гравитационная сила будет тянуть объект к Земле, но полученный импульс должен обеспечить его спуск по кривой. При ещё большей скорости объект сможет выйти на постоянную орбиту, подобно Луне, или даже покинуть зону притяжения Земли.
В 1903 году в работе «Исследование мировых пространств реактивными приборами» К. Э. Циолковский подвёл теоретическую основу под идею вывода на орбиту искусственных спутников с помощью ракет, работающих на жидком топливе. По идее Циолковского, искусственные околопланетные спутники должны были служить в качестве научных лабораторий и заправочных пунктов для межпланетных космических кораблей. Первый реальный искусственный спутник («Спутник-1») был выведен на земную орбиту 4 октября 1957 года и совершал полный виток вокруг планеты каждые 96 минут.

## Разновидности
- Искусственный спутник Земли (ИСЗ) вращается вокруг Земли. ИСЗ исчисляются тысячами, остальные ИС — десятками. За период с 1957 по 2017 год, более 70 стран (в основном СССР/Россия и США) вывели на земную орбиту в общей сложности свыше 5 тысяч искусственных спутников, из которых более 2000 оставались на орбите к 2017 году. Искусственные спутники Земли выполняют широкий спектр задач и разнятся по габаритам от так называемых пикоспутников массой менее 1 кг до Международной космической станции, весящей более 400 тонн и обслуживаемой экипажем до 6 человек[2]. По функциям ИСЗ включают спутники связи, метеорологические, навигационные и спутники наблюдения Земли[англ.][4].
- Искусственный спутник Солнца вращается вокруг Солнца.
- Искусственный спутник Луны вращается вокруг Луны (см. Исследование Луны).
- Искусственный спутник Венеры вращается вокруг Венеры (см. Исследование Венеры).
- Искусственный спутник Марса вращается вокруг Марса (см. Исследование Марса).

Помимо множества этих искусственных спутников, единичные земные космические аппараты выходили на орбиты: Юпитера («Галилео», «Юнона»), Сатурна («Кассини») и их крупнейших спутников, Меркурия («Мессенджер»), Весты и Цереры («Dawn»), кометы Чурюмова-Герасименко («Розетта») и нескольких околоземных астероидов, таких как Эрос, Бенну, Рюгу и Итокава («Хаябуса», «Хаябуса-2», OSIRIS-REx и др.)